# Amphibulus duodentatus
Amphibulus duodentatus är en stekelart som beskrevs av Luhman 1991. Amphibulus duodentatus ingår i släktet Amphibulus och familjen brokparasitsteklar. Inga underarter finns listade i Catalogue of Life.